# Méricourt-l'Abbé
Pour les articles homonymes, voir L'Abbé.
Méricourt-l'Abbé est une commune française située dans le département de la Somme, en région Hauts-de-France.

## Géographie

### Localisation
La localité est située à 25 km au nord-est d'Amiens par la route départementale 929 (axe Amiens-Albert), dans la vallée d'Ancre.

#### Communes limitrophes
|                       | Ribemont-sur-Ancre | Treux Buire-sur-l'Ancre |
| Heilly                | Méricourt-l'Abbé   | Treux                   |
| Corbie Bonnay (Somme) | Vaux-sur-Somme     | Sailly-le-Sec           |

Le territoire communal est limité par celui des localités de :  Buire-sur-l'Ancre, Corbie, Heilly, Ribemont-sur-Ancre, Sailly-le-Sec, Treux  et Vaux-sur-Somme.

### Nature du sol et du sous-sol
Le sol peut être argileux, argilo-sablonneux ou calcaire.

### Relief, paysage, végétation
Le relief de la commune est celui d'un plateau traversé par une vallée.

### Hydrographie

#### Réseau hydrographique
La commune est située dans le bassin Artois-Picardie. Elle est drainée par l'Ancre, la rivière l'Ancre, le Méricourt-l'Abbé,.
L'Ancre, d'une longueur de 37 km, prend sa source dans la commune de Miraumont et se jette  dans la Somme canalisée à Aubigny, après avoir traversé 21 communes. Les caractéristiques hydrologiques de l'Ancre sont données par la station hydrologique située sur la commune. Le débit moyen mensuel est de 2,44 m3/s. Le débit moyen journalier maximum est de 6,9 m3/s, atteint lors de la crue du 4 avril 2024. Le débit instantané maximal est quant à lui de 7,14 m3/s, atteint le même jour.

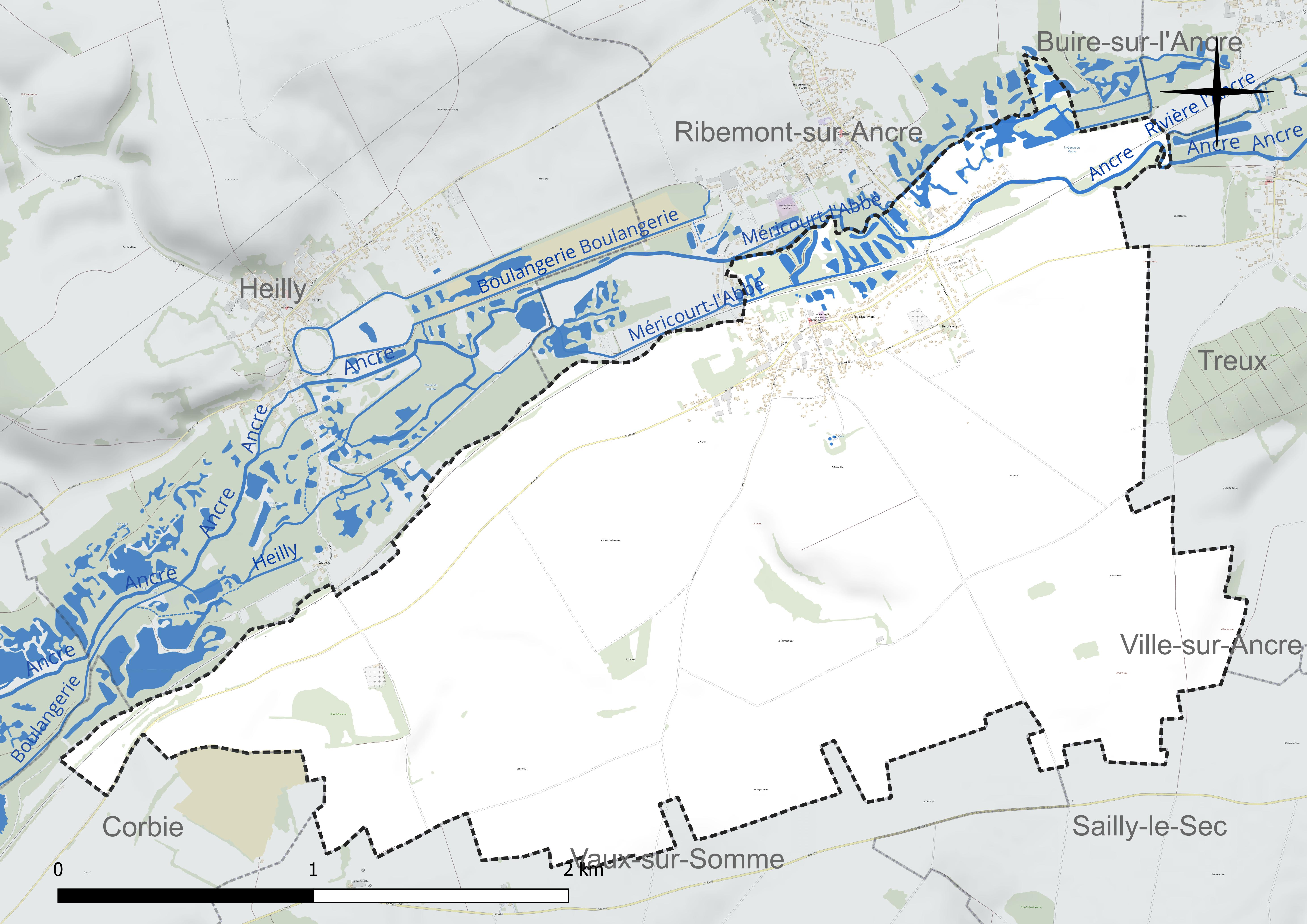
Réseau hydrographique de Méricourt-l'Abbé.

#### Gestion et qualité des eaux
Le territoire communal est couvert par le schéma d'aménagement et de gestion des eaux (SAGE) « Somme aval et Cours d'eau côtiers ». Ce document de planification concerne un territoire de 1 835 km2 de superficie, délimité par le bassin versant de la Somme canalisée. Le périmètre a été arrêté le 29 avril 2010 et le SAGE proprement dit a été approuvé le 6 août 2019. La structure porteuse de l'élaboration et de la mise en œuvre est le syndicat mixte d'aménagement hydraulique du bassin versant de la Somme (AMEVA).
La qualité des cours d'eau peut être consultée sur un site dédié géré par les agences de l'eau et l'Agence française pour la biodiversité.

### Climat
Pour des articles plus généraux, voir Climat des Hauts-de-France et Climat de la Somme.
En 2010, le climat de la commune est de type climat océanique dégradé des plaines du Centre et du Nord, selon une étude du CNRS s'appuyant sur une série de données couvrant la période 1971-2000. En 2020, Météo-France publie une typologie des climats de la France métropolitaine dans laquelle la commune est exposée à un climat océanique et est dans la région climatique Nord-est du bassin Parisien, caractérisée par un ensoleillement médiocre, une pluviométrie moyenne régulièrement répartie au cours de l'année et un hiver froid (3 °C).
Pour la période 1971-2000, la température annuelle moyenne est de 10,4 °C, avec une amplitude thermique annuelle de 14,3 °C. Le cumul annuel moyen de précipitations est de 724 mm, avec 12,1 jours de précipitations en janvier et 8,9 jours en juillet. Pour la période 1991-2020, la température moyenne annuelle observée sur la station météorologique la plus proche, située sur la commune de Méaulte à 8 km à vol d'oiseau, est de 10,7 °C et le cumul annuel moyen de précipitations est de 730,3 mm,. Pour l'avenir, les paramètres climatiques de la commune estimés pour 2050 selon différents scénarios d'émission de gaz à effet de serre sont consultables sur un site dédié publié par Météo-France en novembre 2022.

## Urbanisme

### Typologie
Au 1er janvier 2024, Méricourt-l'Abbé est catégorisée bourg rural, selon la nouvelle grille communale de densité à sept niveaux définie par l'Insee en 2022.
Elle est située hors unité urbaine. Par ailleurs la commune fait partie de l'aire d'attraction d'Amiens, dont elle est une commune de la couronne,. Cette aire, qui regroupe 369 communes, est catégorisée dans les aires de 200 000 à moins de 700 000 habitants,.

### Occupation des sols
L'occupation des sols de la commune, telle qu'elle ressort de la base de données européenne d'occupation biophysique des sols Corine Land Cover (CLC), est marquée par l'importance des territoires agricoles (88,4 % en 2018), en diminution par rapport à 1990 (90,9 %). La répartition détaillée en 2018 est la suivante : 
terres arables (87,7 %), zones urbanisées (6,1 %), zones humides intérieures (5,5 %), prairies (0,7 %). L'évolution de l'occupation des sols de la commune et de ses infrastructures peut être observée sur les différentes représentations cartographiques du territoire : la carte de Cassini (XVIIIe siècle), la carte d'état-major (1820-1866) et les cartes ou photos aériennes de l'IGN pour la période actuelle (1950 à aujourd'hui).

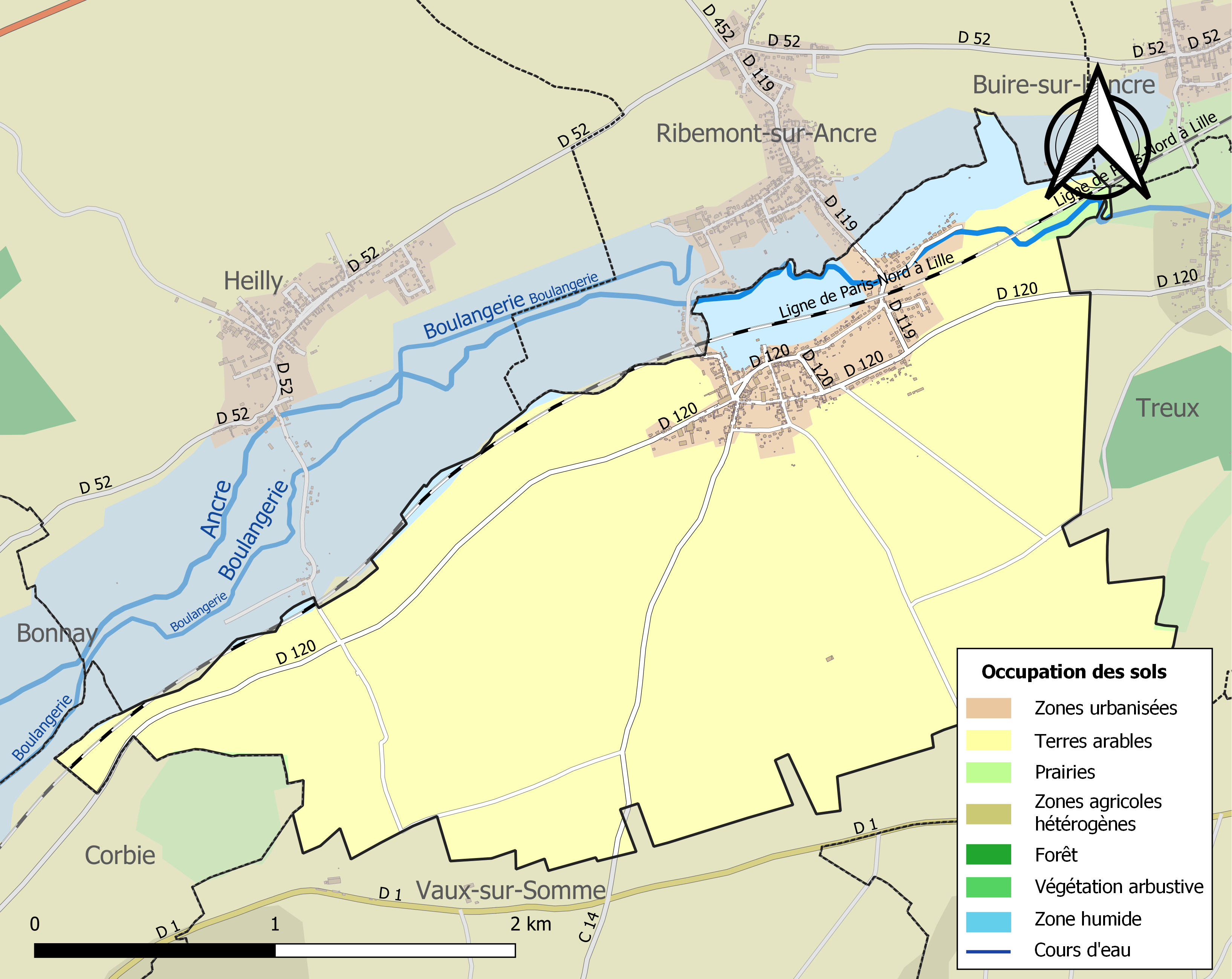
Carte des infrastructures et de l'occupation des sols de la commune en 2018 (CLC).

### Habitat
La commune présente un habitat groupé qui n'est séparé de la commune voisine de Ribemont-sur-Ancre que par la voie ferrée et l'Ancre.

### Voies de communication et transports
La localité est desservie par des trains TER Hauts-de-France depuis la gare de Mericourt-Ribemont. Il s'agit de la ligne P21 (Abbeville/Amiens <> Albert) mais aussi parfois de la ligne P22 (Amiens <> Arras)
La localité est desservie par les lignes d'autocars du réseau interurbain Trans'80 (ligne no 737 - Amiens <> Albert).

## Toponymie

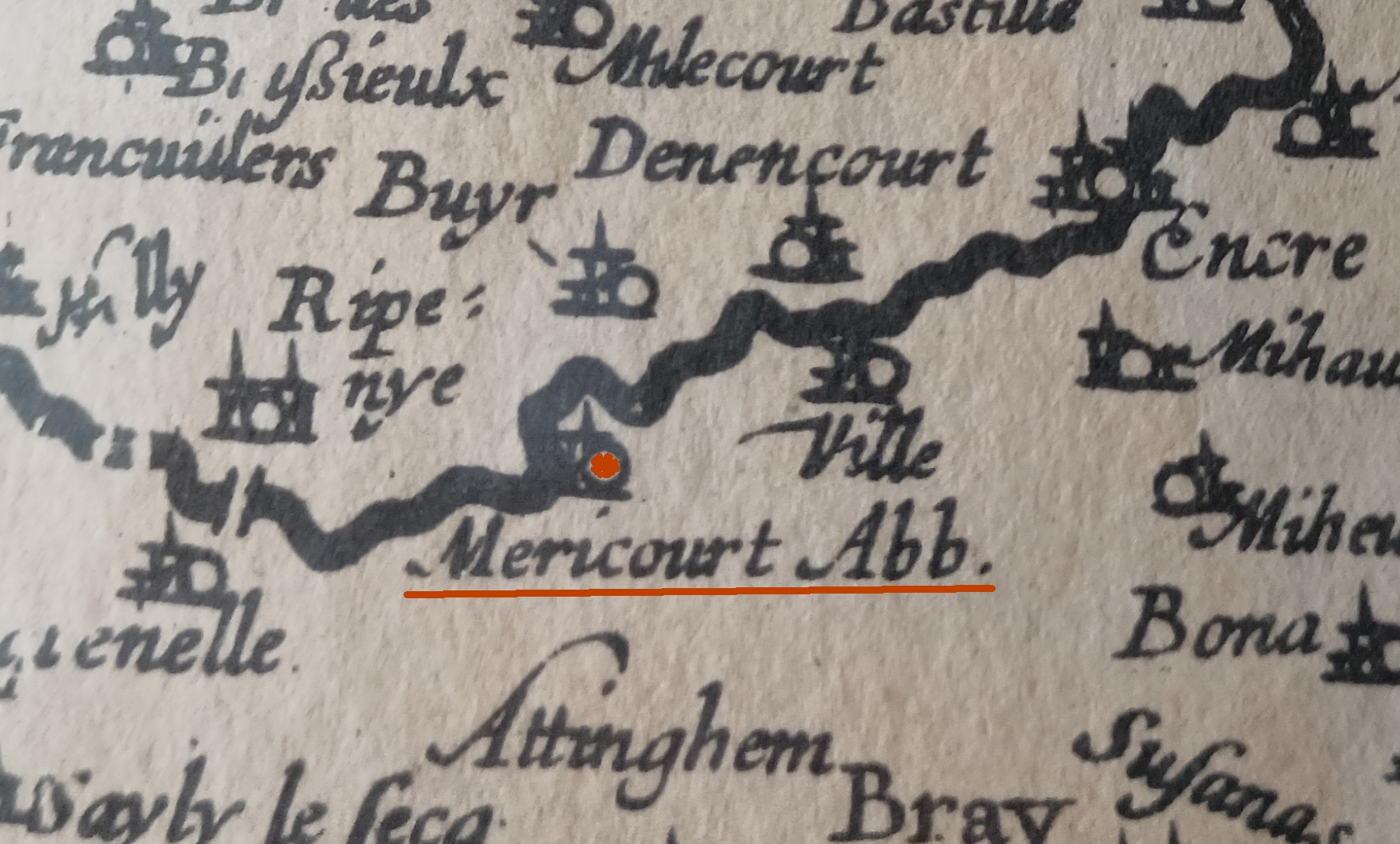
Méricourt-l'Abbé sur une carte de la Picardie de 1620.

Dans les textes anciens, on trouve plusieurs formes pour désigner Méricourt-l'Abbé : Mérincurtis en 1114, puis Méricurtis, Mérincourt en 1228, Mélincourt en 1205, Méricourt en  1275 et 1331, et enfin Méricourt l'Abbé en 1487.
L'apposition « l'Abbé »  indique que la terre de Méricourt dépendait jusqu'à la Révolution française de l'abbaye de Corbie,.

## Histoire
En 987, l'autel de Méricourt-l'Abbé est donné à l'abbaye de Corbie par Gautier, comte d'Amiens, en indemnité des dommages qu'il a causés à ce monastère.
Entre Méricourt et Heilly, vers le sud, s'élevait une forteresse destinée à défendre le passage de la rivière d'Ancre.
Le château du village, installé sur les rives de l'Ancre, a été ravagé par les combats de la Première Guerre mondiale.
Un hôpital militaire a été installé à Méricourt pendant la Première Guerre mondiale. Près de 3 000 soldats reposent dans le cimetière (Heilly station cemetery) implanté sur le territoire communal.
Par arrêté préfectoral du 27 décembre 2016, la commune est détachée le 1er janvier 2017 de l'arrondissement de Péronne pour intégrer l'arrondissement d'Amiens.

## Politique et administration

### Liste des maires
| Période                                  | Période                      | Identité                  | Étiquette | Qualité                                             |
| ---------------------------------------- | ---------------------------- | ------------------------- | --------- | --------------------------------------------------- |
| Les données manquantes sont à compléter. |                              |                           |           |                                                     |
| 1871                                     | 1876                         | Pierre Fulgence Demarquay |           |                                                     |
| 1877                                     | 1897                         | Henri Tourbier            |           |                                                     |
| 1898                                     | 1919                         | Emile Cavillon            |           |                                                     |
| 1919                                     | 1922                         | Pierre Sénéchal           |           |                                                     |
| 1922                                     | 1924                         | Jules Foursy              |           |                                                     |
| 1924                                     | 1929                         | Fernand Dourlen           |           |                                                     |
| 1929                                     | 1935                         | Adéodat Noiret            |           |                                                     |
| 1935                                     | 1953                         | Gaston Richebe            |           |                                                     |
| 1953                                     | 1955                         | Jean Michel               |           |                                                     |
| 1955                                     | 1974                         | Raymonde Michel           |           |                                                     |
| 1974                                     | 1989                         | Fernand Delahaye          |           |                                                     |
| 1989                                     | 1995                         | Claude Olkowiez           |           |                                                     |
| 1995                                     | 2001                         | Gérard Delplanque         |           |                                                     |
| mars 2001                                | En cours (au 8 octobre 2020) | Christian de Blangie      | RN        | Professeur retraité Réélu pour le mandat 2020-2026, |

### Politique environnementale
Un premier concours des maisons fleuries est organisé en 2014.

## Population et société

### Démographie
L'évolution du nombre d'habitants est connue à travers les recensements de la population effectués dans la commune depuis 1793. Pour les communes de moins de 10 000 habitants, une enquête de recensement portant sur toute la population est réalisée tous les cinq ans, les populations de référence des années intermédiaires étant quant à elles estimées par interpolation ou extrapolation. Pour la commune, le premier recensement exhaustif entrant dans le cadre du nouveau dispositif a été réalisé en 2008.

En 2022, la commune comptait 595 habitants, en évolution de −0,67 % par rapport à 2016 (Somme : −1,26 %, France hors Mayotte : +2,11 %).
| 1793 | 1800 | 1806 | 1821 | 1831 | 1836 | 1841 | 1846 | 1851 |
| ---- | ---- | ---- | ---- | ---- | ---- | ---- | ---- | ---- |
| 390  | 363  | 444  | 408  | 418  | 438  | 453  | 500  | 447  |

| 1856 | 1861 | 1866 | 1872 | 1876 | 1881 | 1886 | 1891 | 1896 |
| ---- | ---- | ---- | ---- | ---- | ---- | ---- | ---- | ---- |
| 450  | 443  | 414  | 402  | 406  | 423  | 407  | 412  | 409  |

| 1901 | 1906 | 1911 | 1921 | 1926 | 1931 | 1936 | 1946 | 1954 |
| ---- | ---- | ---- | ---- | ---- | ---- | ---- | ---- | ---- |
| 401  | 404  | 355  | 248  | 358  | 355  | 350  | 378  | 383  |

| 1962 | 1968 | 1975 | 1982 | 1990 | 1999 | 2006 | 2008 | 2013 |
| ---- | ---- | ---- | ---- | ---- | ---- | ---- | ---- | ---- |
| 384  | 375  | 391  | 443  | 443  | 483  | 555  | 575  | 589  |

| 2018 | 2022 | - | - | - | - | - | - | - |
| ---- | ---- | - | - | - | - | - | - | - |
| 610  | 595  | - | - | - | - | - | - | - |

### Enseignement
L'enseignement élémentaire local est assuré dans le cadre d'un regroupement pédagogique intercommunal qui comprend les communes d'Heilly, Ribemont-sur-Ancre, Bresle et Méricourt-l'Abbé. L'école Jacques-Prévert de Méricourt accueille 57 élèves pour l'année scolaire 2014-2015. Cantine et garderie complètent le dispositif.
La cantine scolaire est implantée à Ribemont.

## Économie

### Activités économiques et de services
L'activité dominante de la commune reste l'agriculture.

## Culture locale et patrimoine

### Lieux et monuments
- Église Saint-Hilaire[33],[34]. Seul le clocher, daté de 1752, a subsisté après les combats de la Grande Guerre[35].

- Cimetière militaire britannique de la gare d'Heilly.

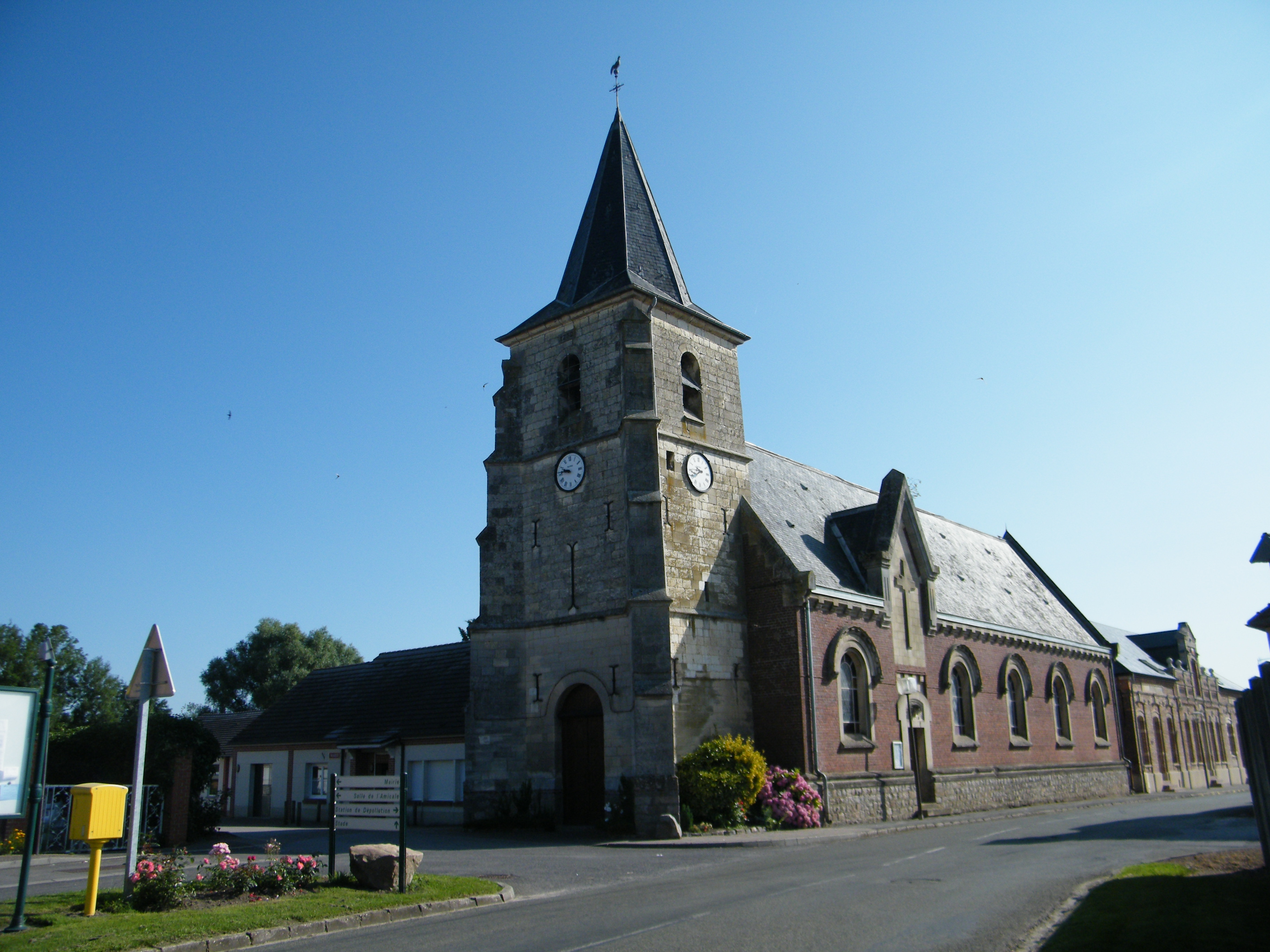
Église Saint-Hilaire.
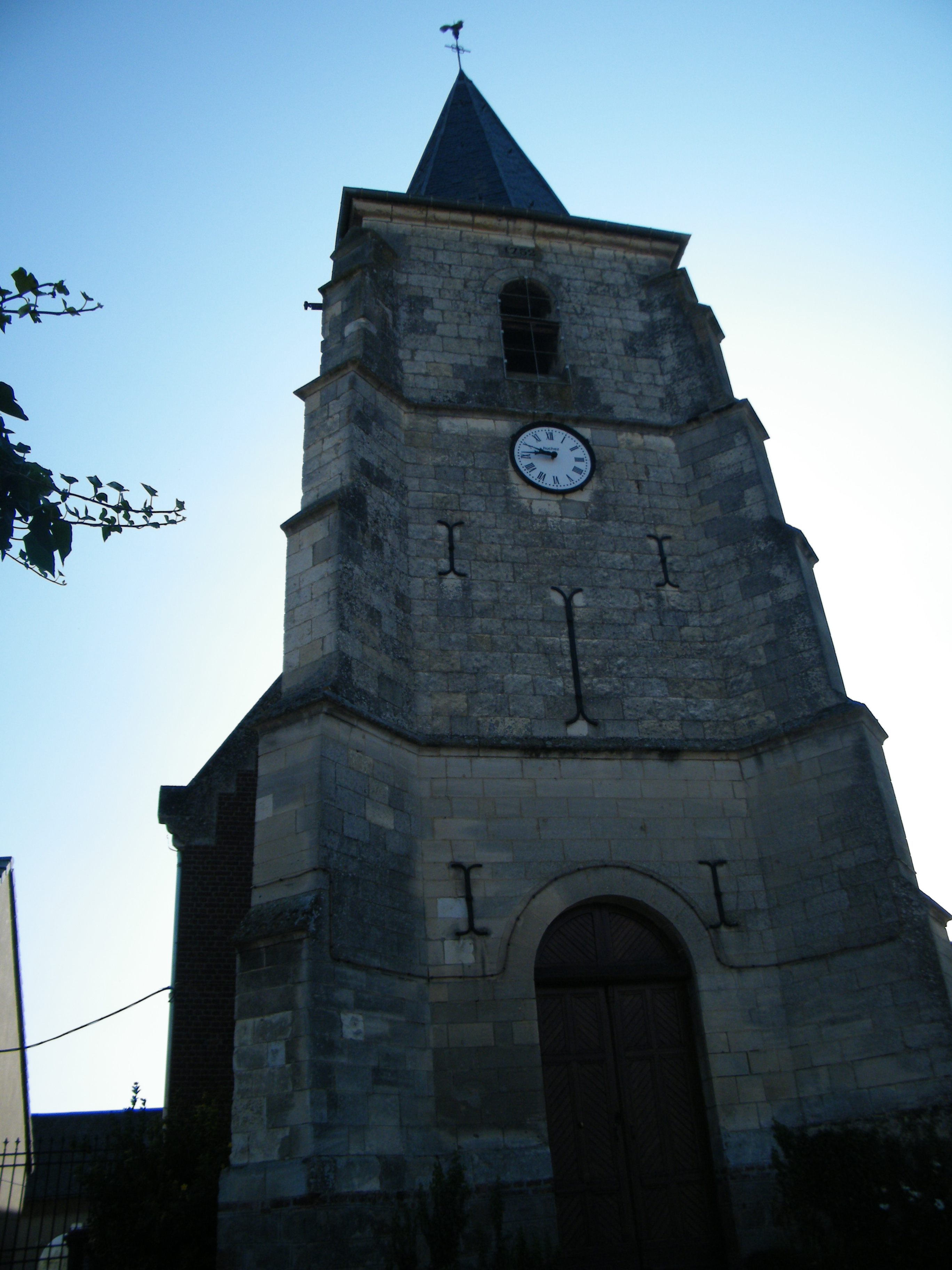
Clocher de Saint-Hilaire.
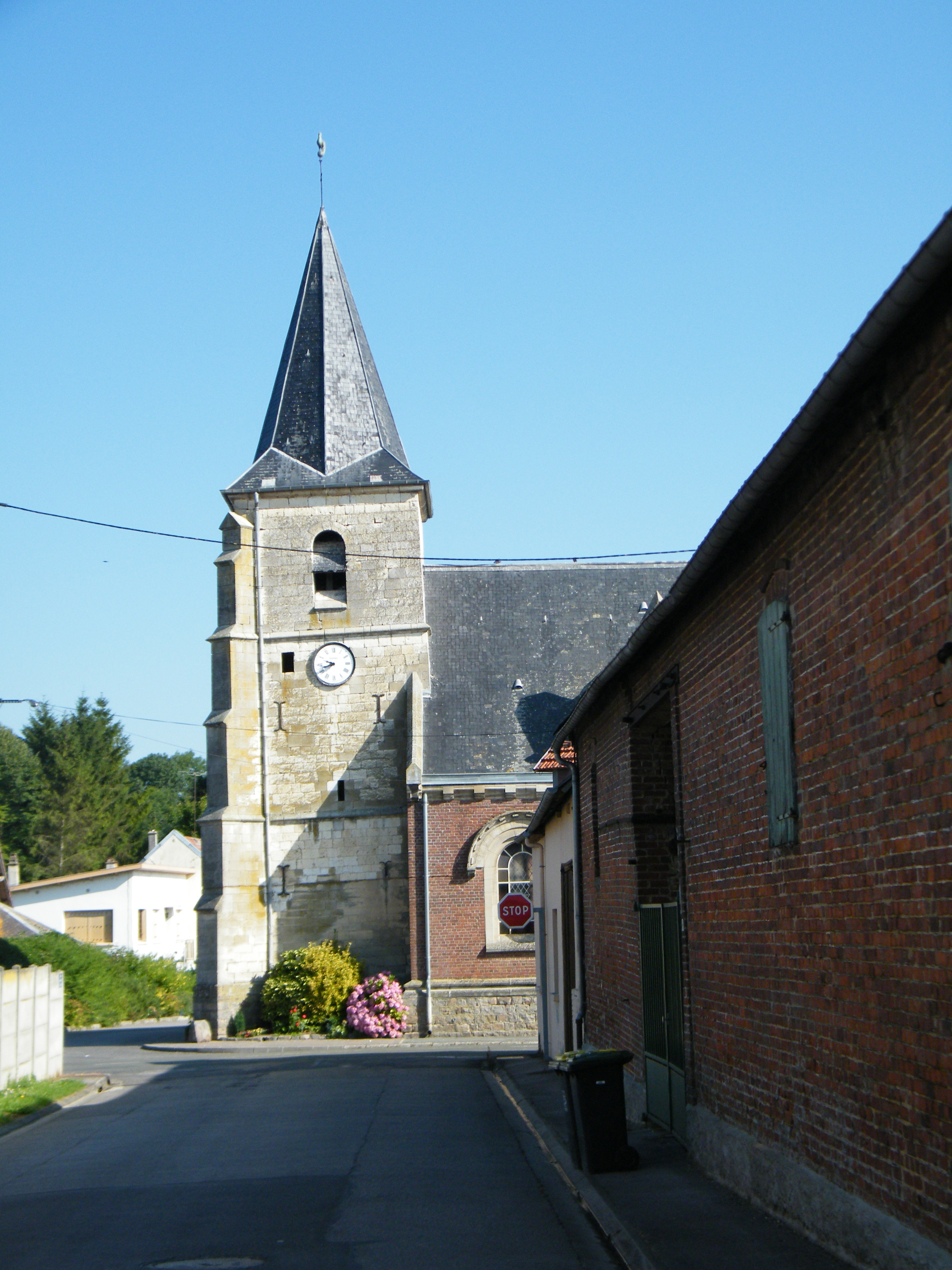
Autre vue de l'église.
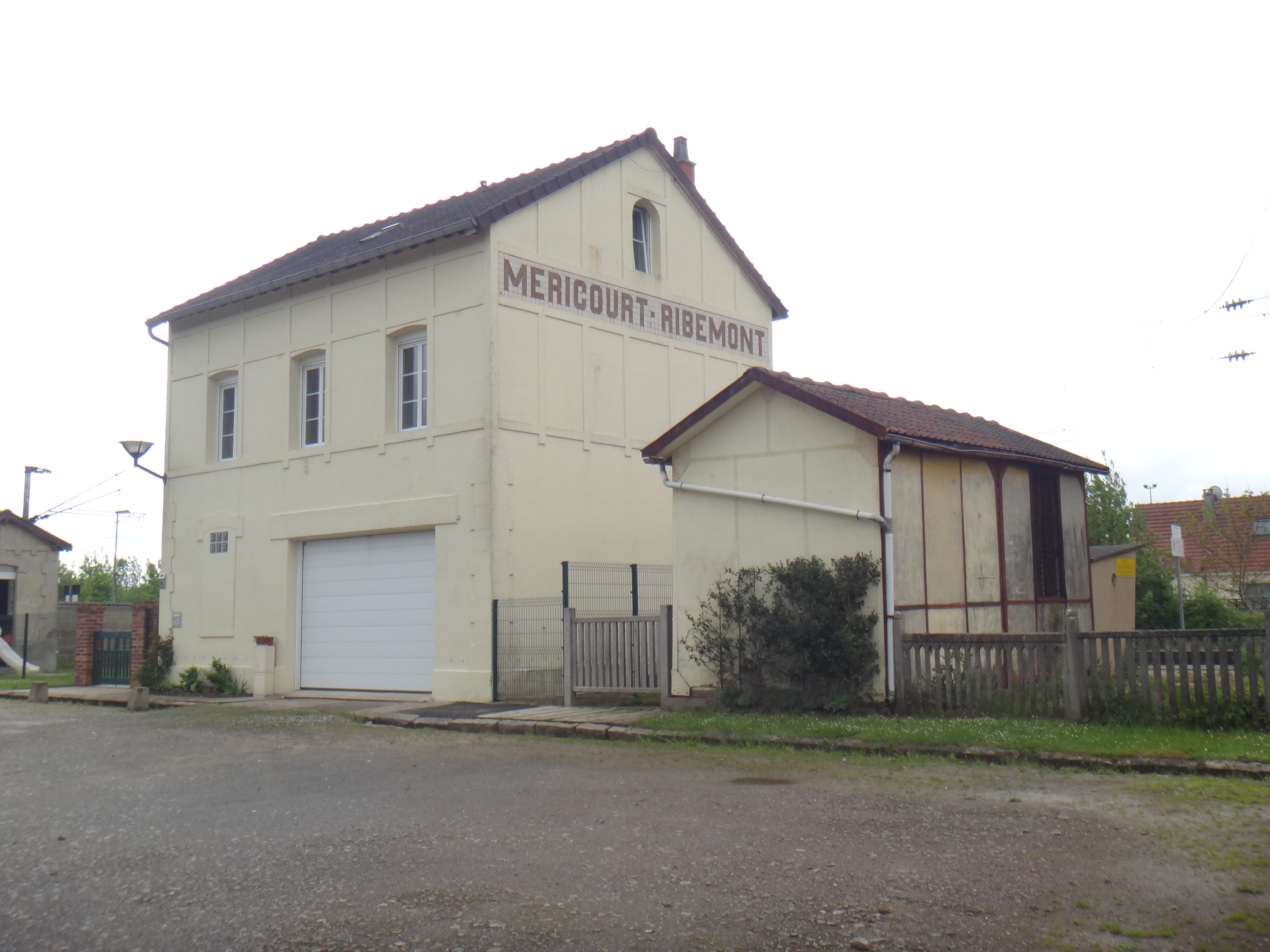
La gare.

### Héraldique
| Blason de Méricourt-l'Abbé | Blason  | Écartelé : aux 1er et 4e d'azur à la main dextre appaumée d'argent, aux 2e et 3e d'argent à trois fleurs de lis au pied nourri de gueules. |
| Blason de Méricourt-l'Abbé | Détails | Ornements extérieurs : Croix de guerre 1914-1918. Les armes de Méricourt-l'Abbé ont été adoptées, en 2018, par le conseil municipal. La commune a repris les armes du chevalier Wast de Waroquier, seigneur de Méricourt-l'Abbé, mort en 1537. |

### Personnalités liées à la commune
- Général Gambiez